# Некаті Арабачі
Некаті «Неко» Арабачі (нім. Necati Arabaci; 14 лютого 1972, Кельн, ФРН) — турецько-німецький бізнесмен, байкер поза законом, гангстер і високопоставлений член мотоциклетного клубу «Пекельні янголи», який раніше діяв у Кельні, а зараз проживає в Туреччині. У 2002 році його заарештували в Німеччині за сутенерство, торгівлю людьми, напади, вимагання, незаконне використання зброї та рекет. Він зізнався під час суду в 2004 році і був засуджений до дев'яти років позбавлення волі. У 2007 році він був звільнений і депортований до Туреччини.

## Кримінальна кар'єра

### Діяльність в Німеччині
Повідомляється, що так званий «клан Арабачі» контролював викидайл в нічних клубах у районі «Кельнські кільця», районі розваг Кельна, і його банда викидайл, як повідомляється, входила в довіру до дівчат, щоб використовувати їх як повій. Арабачі також контролював кілька публічних будинків у Рейн-Рурському регіоні Німеччини.
Уже перебуваючи у в'язниці, він, як вважають, усе ще контролював бордель «Колізей» в Аугсбурзі. У 2008 році, після його депортації, поліція все ще підозрювала його в контролі над борделем, і, того ж року, в Берліні було помічено кількох членів клану Арабачі, які, ймовірно, намагалися закріпитися як банда на ринку кварталу червоних ліхтарів міста.
Під час ув'язнення в Німеччині Арабачі, як повідомляється, планував убити прокурора та найняв албанського замовного вбивцю з Дуйсбурга. Поліція прослуховувала його кімнату для побачень, а прокурор отримав охоронців та захист поліції. На підставі стенограм Арабачі знову було притягнуто до кримінальної відповідальності, щоб отримати «Sicherungsverwahrung» (ув'язнення на невизначений термін надзвичайно небезпечних злочинців). На суді було виявлено неправильний переклад деяких стенограм, і Арабачі було виправдано. Прокурор втік з Німеччини в 2007 році, коли Арабачі був депортований до Туреччини. Інсайдер повідомив, що Арабачі підписав угоду про співпрацю з вуличною бандою «Об'єднані трибуни».

### Діяльність в Туреччині
У 2010 році повідомлялося, що Арабачі взяв участь у зустрічі міжнародних босів «Пекельних янголів» в Ізмірі, Туреччина. Він був призначений президентом «Hells Angels MC Nomads Turkey». У 2013 році Арабачі розглядався як можливий новий лідер Європейських Пекельних янголів після того, як попередній лідер Франк Ханебут був заарештований в Іспанії.

### Ордер на арешт
У 2015 році влада Іспанії видала Ордер на арешт Арабачі, який діє на всій території Європейського Союзу. Його звинувачують у членстві у злочинній організації, здирництві, торгівлі наркотиками та участі в управлінні борделів в Іспанії. Туреччина не видає турецьких громадян.